# Limbuikan
Limbuikan is een bestuurslaag in het regentschap Payakumbuh van de provincie West-Sumatra, Indonesië. Limbuikan telt 2449 inwoners (volkstelling 2010).